# 碲化镥
碲化镥是一种无机化合物，为镥的碲化物之一，化学式Lu2Te3。它具有Sc2S3结构，空间群Fddd。它和金属镥经电弧熔炼，可以得到Lu7Te、Lu11Te4或LuTe。
它被列入美国《有毒物质管制化学物质清单》。